# Katedrála Panny Marie (Burgos)
 Katedrála Panny Marie v Burgosu (španělsky Catedral Metropolitana de Santa María) v je mohutná stavba vystavěná v gotickém slohu. Její výstavba započala na počátku 13. století a protáhla se až do doby 15. a 16. století. Pro svou mimořádnou kulturní hodnotu byla celá stavba v roce 1984 přiřazena ke světovému dědictví.